# Culex pifanoi
Culex pifanoi är en tvåvingeart som beskrevs av Anduze 1948. Culex pifanoi ingår i släktet Culex och familjen stickmyggor.
Artens utbredningsområde är Venezuela. Inga underarter finns listade i Catalogue of Life.